# Dobos-taart
Dobos-taart (Dobostorte in het Duits of dobostorta in het Hongaars) is een van oorsprong Hongaarse taart, uitgevonden door József Dobos. De taart bestaat uit vijf of zes dunne lagen biscuitdeeg, die alle afzonderlijk worden gebakken, gecombineerd met chocoladecrème en karamelglazuur.

## Geschiedenis
József Dobos was voor Hongarije wat Auguste Escoffier voor Frankrijk en Engeland was. De familie Dobos telde vele koks. József zelf was eigenaar van een delicatessenwinkel in Boedapest, waar vooral rijken en de adel kochten. In die tijd, de 19e eeuw, bood hij al meer dan 60 kaassoorten en 22 soorten Champagne aan.
Het recept werd in 1885 ontwikkeld, waarbij de doelstelling was dat het gebak minstens tien dagen zijn vorm en smaak zou behouden. Naast het recept ontwikkelde Dobos ook een speciale kist, waarin zijn taart vervoerd kon worden. Dit had als resultaat dat ook de rest van Europa kennis kon maken met zijn specialiteit, die overigens een sensatie was in de Hongaarse hoofdstad. In 1906 maakte Dobos zijn recept bekend, toen hij zijn delicatessenwinkel verkocht. Hiermee zorgde hij ervoor dat zijn naam voor altijd bekend zou blijven. Toen vervolgens een operette werd geschreven over Dobos' vele intriges, werd hij in Hongarije een volksheld.